# Бочарная слобода
Боча́рная слобода́ — исторический район Санкт-Петербурга. Находилась на Выборгской стороне к востоку от нынешней площади Ленина. В слободе жили бочарных дел мастера, изготавливавшие бочки для пивоварен Компанейской слободы.

## История
Бочарная слобода возникла в 1710—1720-х годах, когда в ходе развития новой столицы появились первые пивоварни, владельцы и работники которых проживали в так называемой Компанейской слободе. Пивоварни обрастали складами, для чего требовались бочки, что, собственно, и стало причиной появления Бочарной слободы.
По указу Петра I в слободе была выстроена Спасо-Бочаринская церковь (Церковь во имя происхождения честных древ Животворящего Креста Господня). Деревянное здание выстроено в 1714 году, в 1749—1752 годах его заменили на каменное в стиле барокко. В 1932 году храм был снесён.
Память о Бочарной слободе первоначально сохранялась в названии Бочарной улицы, которая в наше время носит название улица Комсомола.